# Кривощёков, Платон Викторович
Плато́н Ви́кторович Кривощёков (3 сентября 1968, Новосибирск, СССР) — советский и российский футболист, защитник.

## Карьера
Футбольную карьеру начал в новосибирском «Чкаловце». Позже проходил военную службу в команде СКА. В 1990 году играл за «Кузбасс» в первой лиге. В 1991 году впервые сыграл за основную команду «Чкаловца». 6 мая в матче против артёмского «Шахтёра». Всего во второй низшей лиге сыграл 34 матча и забил 11 голов. По итогам сезона клуб занял 4 место, однако после распада СССР он оказался в первой лиге России. Там Кривощёков сыграл 14 матчей, забив 5 голов. В июле был приглашён в московское «Динамо». В высшей лиге дебютировал 17 июля 1992 года во встрече 15-го тура против ЦСКА, выйдя на замену на 65-й минуте вместо Игоря Варламова. Всего клуб провёл 4 матча. Из-за серьёзной травмы пропустил два сезона и в 1995 вернулся в «Чкаловец». Затем играл в петербургском «Локомотиве», «Уралмаше» и снова «Чкаловце». Пропустив сезон-1999, в 2000 Кривощёков уехал в Канаду. Там в течение года выступал за «Торонто Линкс» и «Норт-Йорк Астрос». С 2001 года играл в «Портовике» Холмск. После завершения карьеры остался на Сахалине.